# Теннант-Крик (аэропорт)
Аэропорт Теннант-Крик (англ. Tennant Creek Airport) — небольшой региональный аэропорт, расположенный в километре от городка Теннант-Крик, Северная территория, Австралия. Аэропорт связывает региональные аборигенные коммуны с городами Дарвин, Катарина и Алис-Спрингс.

## История
Во время Второй мировой войны аэропорт был связующим звеном между Дарвином и Южной Австралией, а также базой для ВВС Австралии. После войны аэропорт не функционоровал до 1960-х годов. 1 апреля 1989 года управление аэропортом взяла на себя Федеральная Корпорация по управлению аэропортами.

## Технические данные
Две взлетно-посадочные полосы 07/25 (1,959 х 30 м) и 11/29 (1,054 х 30 м) с асфальтовым покрытием располагаются на высоте 377 метров над уровнем моря.